# Romain Gioux
Romain Gioux (Nevers, 6 september 1986) is een Frans wielrenner die anno 2018 rijdt voor Team Novo Nordisk. Net als de rest van die ploeg lijdt hij aan diabetes mellitus.

## Carrière
Toen Gioux vijftien jaar was werd hij gediagnosticeerd met suikerziekte. Eind 2016 werd Gioux door de opleidingsploeg van Team Novo Nordisk gevraagd om deel te nemen aan de Ronde van Oost-Bohemen. Op basis van zijn resultaten daar werd hem een profcontract voor 2017 aangeboden.

## Ploegen
- 2017 –  Team Novo Nordisk
- 2018 –  Team Novo Nordisk

Benhamouda · Calabria · Cherhal · Clancy · Gioux · Henttala · van IJzendoorn · Kamstra · de Keijzer · Lozano · McClure · Mejías · Peron · Planet · Poli · Valognes · Verschoor · Williams · Brand (stagiair)
Benhamouda · Brand · Calabria · Clancy · Gioux · Henttala · van IJzendoorn · Kamstra · Lozano · McClure · Mini · Peron · Planet · Poli · Valognes · Williams